# 溫偉耀
溫偉耀博士（Dr. Milton Wan Wai-yiu，1952年—），牛津大學及香港中文大學博士，基督教學者，靈修神學和漢語神學專家，曾任香港中文大學崇基學院神學院副教授、香港中文大學文化及宗教研究系副教授，及漢語基督教文化研究所神學教授。由於曾經歷喪妻、喪父、喪幼女的悲慘遭遇，他亦被稱為「當代約伯」。

## 簡歷
溫偉耀1952年生於香港，中學就讀香港培正中學，1970年入讀香港中文大學物理系，1973年獲物理學理學士學位。1975年以量子力學研究取得中大物理學哲學碩士學位。1978年在中國神學研究院取得基督教研究碩士學位。1978年他參與趙天恩博士 （页面存档备份，存于）創立的「中國教會研究中心」關心中國大陸的教會，並協助趙博士所創的期刊《中國與教會》。

1980年舉家到英國牛津大學留學，研究現代西方哲學及基督教神學，博士論文為 "Authentic humanity in the theology of Paul Tillich and Karl Barth" ，1984年取得博士學位後返回香港。1985年9月在香港中文大學攻讀第二個哲學博士的學位，主要是研究北宋二程修養工夫的哲學 ，師從勞思光，1990年取得哲學博士學位。
1989年「六四事件」後，溫氏移民加拿大。1998年，溫氏返回香港，擔任崇基學院神學院「中國文化與基督教」課程的老師，其後他負責「當代基督教教學資源中心」，以暑期密集課程方式為內地學者提供全面的基督教教學訓練，並提供基督宗教研究相關的教材。
1999年起任教於香港中文大學文化及宗教研究系，並兼任漢語基督教文化研究所莫慶堯醫生傑出神學教授、加拿大多倫多大學亞洲神學中心研究員。溫氏並致力參與中國學術界對基督教的研究及教學，曾被邀擔任中國人民大學、浙江大學、武漢大學、山東大學、四川大學等七所大學的客座教授。
由1984年至2016年，溫氏先後任教於香港中國神學研究院、加拿大安省神學院 (Ontario Theological Seminary，後改稱為天道神學院  Tyndale University and Seminary)、香港中文大學崇基學院神學院。溫氏亦同時擔任加拿大麥恆華人長老會 (Markham Chinese Presbyterian Church) （页面存档备份，存于）、加拿大城北華人基督教會(Richmond Hill Christian Community Church)及香港播道會泉福堂 （页面存档备份，存于）的顧問牧者。
2016年5月，溫氏退休，退休後繼續從事靈修神學及漢語神學的研究和寫作。

## 學術研究

### 靈修神學
1980年至1984年，當溫氏在牛津大學修讀系統神學期間，他在課餘研讀了大量靈修神學的經典，包括中世紀天主教神學典籍，開展了他「靈修神學」的探索。1985年返回香港後，溫氏大力推廣靈修神學，在八十年代在香港掀起一股靈修神學的熱潮。1984年至1989年，溫氏經歷了幼女嚴重智障、妻子和父親逝世的不幸事件，他稱這些「面對苦難」經歷令他對靈修神學有再進一步探索。
在靈修學方面，溫氏尤其欣賞被稱為「基督的小花」的法國修女小德蘭（Thérèse of Lisieux）。溫氏形容小德蘭的靈修學以「愛」為中心，對靈性有極深的體會和表達，她的自傳感動人心。
心理輔導和靈修學大師盧雲神父（Henri J.M. Nouwen）是其中一位影響溫氏生命最深刻的人。1987年溫氏妻子去世後，他帶著嚴重弱智的女兒從香港到多倫多找盧雲。盧雲說了一段他「終生不會忘記的說話」：「你的女兒是天使，是上天差派她來保護你，保護你不會墮落成爲一個滾逐名與利的人。」1991年，溫氏出版盧雲的《無能者的大能》曾引起風波，因為有基督教的牧者和機構反對他以天主教神父爲師和介紹天主教的靈修學。
溫氏在靈修神學的著作包括：
- 《靈慾交融：歷代靈修學家對雅歌的屬靈經歷》[17]
- 《心靈愛語：當我陷入靈命低潮的時候》[18]
- 《無能者的大能》[19]

### 漢語神學
1999年溫氏從加拿大返回香港，開始了漢語神學的建構，研究基督教文化與中國文化之間的深層問題，嘗試以基督教傳統與當代中國文化作出互動和對話。研究包括：基督教對當代中國社會的積極意義，基督教的『公共性』和『獨一性』，基督教與儒學天道與人性等漢語神學的核心問題等。主要對像為中國學術界。

溫氏在漢語神學的著作包括：
- 《傳統氤氳與現代轉型—中西文化三人談》[22]
- 《生命的轉化與超拔：我的基督宗教漢語神學思考》[20]
- 《「無限智心」是「谷魯(Grue)」? : 基督宗敎對牟宗三「道德論證」的判敎》[23]
- 《基督教與中國文化的相遇》[24]

## 個人生活
溫偉耀元配羅雅玲，1972年畢業於香港中文大學新亞書院藝術系。1980年，溫氏舉家到英國牛津大學留學，期間誕下患有嚴重智障的幼女溫曉華。1984年學成回港，發現妻子得了末期癌症，他的父親亦罹患失智症。在1987年不到半年間，他的父親與妻子相繼離世。
1989年，由於經歷喪父喪妻之痛，加上發生天安門六四事件，中國對示威學生開槍，溫氏認為中國沒有希望，決定離開香港，移居加拿大。 之後在加拿大續弦再娶葉麗芬，但再婚後仍經歷種種困難：長女全然不能接受新母，以為父親遺棄她；葉麗芬亦表示不曉得如何當後母，寧願離開以免爭端。 1994年，嚴重智障的幼女突然被加拿大政府勒令離境，當溫氏將她帶往出生地英國，英政府因不願意負責高昂的醫護費，亦不願接納她，並懷疑作為後母的葉麗芬想遺棄繼女。 2008年2月11日，患有嚴重智障的幼女溫曉華逝世，享年26歲。

## 逸事
2010年4月26日，梁燕城在《信報》發表〈從羅爾斯正義論看功能組別〉文章，反對廢除香港立法會的功能組別。 6月11日，專欄作者何信問溫偉耀：「最近梁燕城的言行，遭到教外的恥笑，說唐君毅竟收了這樣的弟子，基督徒在非信徒面前根本抬不起頭！當人們討論梁燕城時，便會想起你。」溫偉耀回答：「我和梁燕城道不同不相為謀！」

## 榮譽
- 1997年，被加拿大的雜誌Toronto Life選為十個最有影響力的華人之一。[4]
- 2010年，憑《生命的轉化與超拔：我的基督宗教漢語神學思考》獲第卅一屆湯清基督教文藝獎「神學著作組年獎」。[30]
- 2015年，獲神學院最佳教學獎（2014-2015）。[31]

## 著作
- 溫偉耀（2017）。《靈慾交融：歷代靈修學家對雅歌的屬靈經歷》。香港：基督教文藝出版社。
- 溫偉耀（2016）。《今生．來世》。香港：明風出版社。
- 溫偉耀（2015）。《成聖、成仙、成佛、成人：正視人的高貴與醜惡》。香港：明風出版社。
- 溫偉耀（2014）。《為甚麼要我信耶穌？》。香港：明風出版社。
- 溫偉耀（2013）。《上帝與人間的苦難》。香港：明風出版社。
- 溫偉耀（2012）。《溫偉耀六十自選集》。香港：卓越使團。
- 溫偉耀、郭齊勇、趙林（2012）。《傳統氤氳與現代轉型—中西文化三人談》。上海：上海人民出版社。
- 溫偉耀（2012）。《是否真有神的存在》。香港：明風出版。
- 溫偉耀（2009）。《生命的轉化與超拔：我的基督宗教漢語神學思考》。北京：宗教文化出版社。
- 溫偉耀（2004）。《成聖之道 : 北宋二程修養工夫論之硏究》。河南：河南大學出版社。
- 溫偉耀（2003）。《「無限智心」是「谷魯(Grue)」? : 基督宗敎對牟宗三「道德論證」的判敎》。香港 : 宗敎與中國社會研究中心。ISBN 9789628655601 。
- 林榮洪、溫偉耀（2001）。《基督教與中國文化的相遇》。香港：崇基學院神學院。ISBN 9789627137337 。
- 溫偉耀（1999）。《如何按照神的旨意祈禱？》。香港：卓越使團。
- 盧雲、溫偉耀（1997）。《心靈愛語：當我陷入靈命低潮的時候》。香港：卓越使團。
- 溫偉耀（1997）。《基督教與中國現代化》。香港：卓越使團。
- 溫偉耀（1996）。《成聖之道：北宋二程休養功夫論之研究》。香港：文史哲出版社。ISBN 9789575490294 。
- 溫偉耀（1994）。《異鄉情》。香港；卓越使團。
- 溫偉耀（1991）。《無能者的大能》。香港：卓越使團。
- 溫偉耀（1979）。《共產主義與基督教》。香港：天道書樓。

## 學術文章
1. 〈作為「公共神學」的漢語神學：二十年來中國本土基督宗教研究的神學定位〉。《傳承與發展：第四屆漢語基督教研究圓桌會議論文集》（楊熙楠、林子淳、高莘編）。香港：道風書社，2012。27-40。
2. 〈面對現代化的洪流：基督教與儒學的回應〉。《江海學刊》（2012年1月）：47-52。
3. 〈關於跨文化神學的反思：以「漢語神學」為例〉。《基督宗教研究》（第十四輯）（卓新平、許志偉編）。北京:宗教文化出版社，2011。383-395。
4. 〈金錢的神學與靈修學：從西美爾到田娜與顧超〉。《基督教文化學刊》26（2011秋）：255-272。
5. 〈啟示：21世紀基督宗教的挑戰〉。《哲學與宗教》5（2011）：121-135。
6. "Revelation: the Challenge of 21st century Christianity", Philosophy and Religion Vol. 5 (Shanghai: Shanghai Renmin, 2011).
7. "Theology of Money and Ascetical Theology: from Simmel to Kathryn Tanner and Philip Goodchild", in Journal for the Study of Christian Culture 26 (2011): 71-80.
8. "'Fear of the Lord' as the Beginning of Wisdom: An Asian Reading of the Book of Proverb," International Journal of Sino-Western Studies 1 (Dec. 2011).
9. "Reflection on Cross-cultural Theology: Sino-Christian Theology as a case", Study of Christianity Vol. 14 (Beijing: Religious Culture, 2011).